# Guido Guerra
Guido Guerra V (1220 aprox. – Montevarchi, octubre 1272) fue un condotiero y político italiano, hijo del conde Marcovaldo y de Beatriz dei Conti de Capraia e Limite.

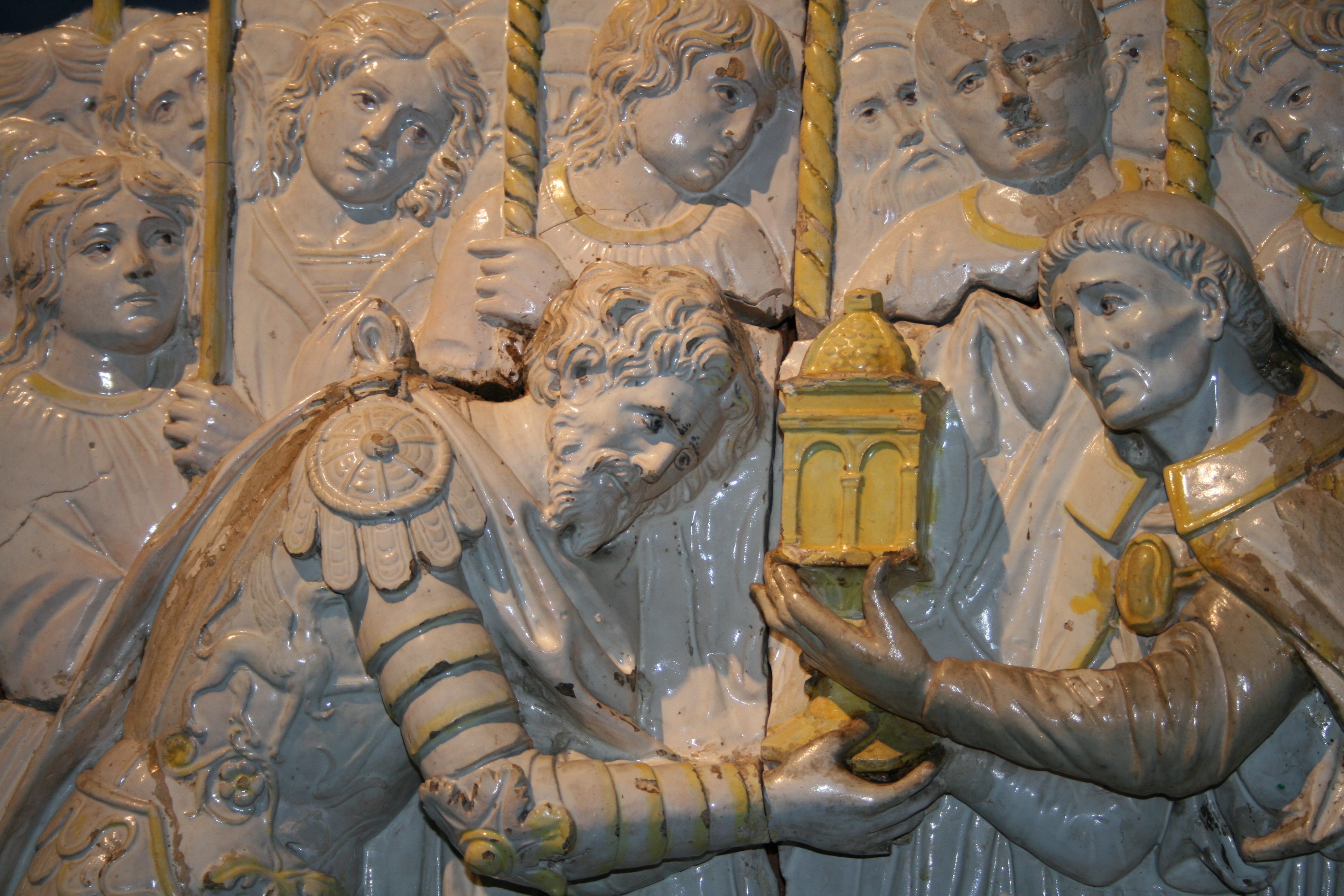
Guido Guerra V segñun Andrea della Robbia, Montevarchi, Museo della Collegiata.

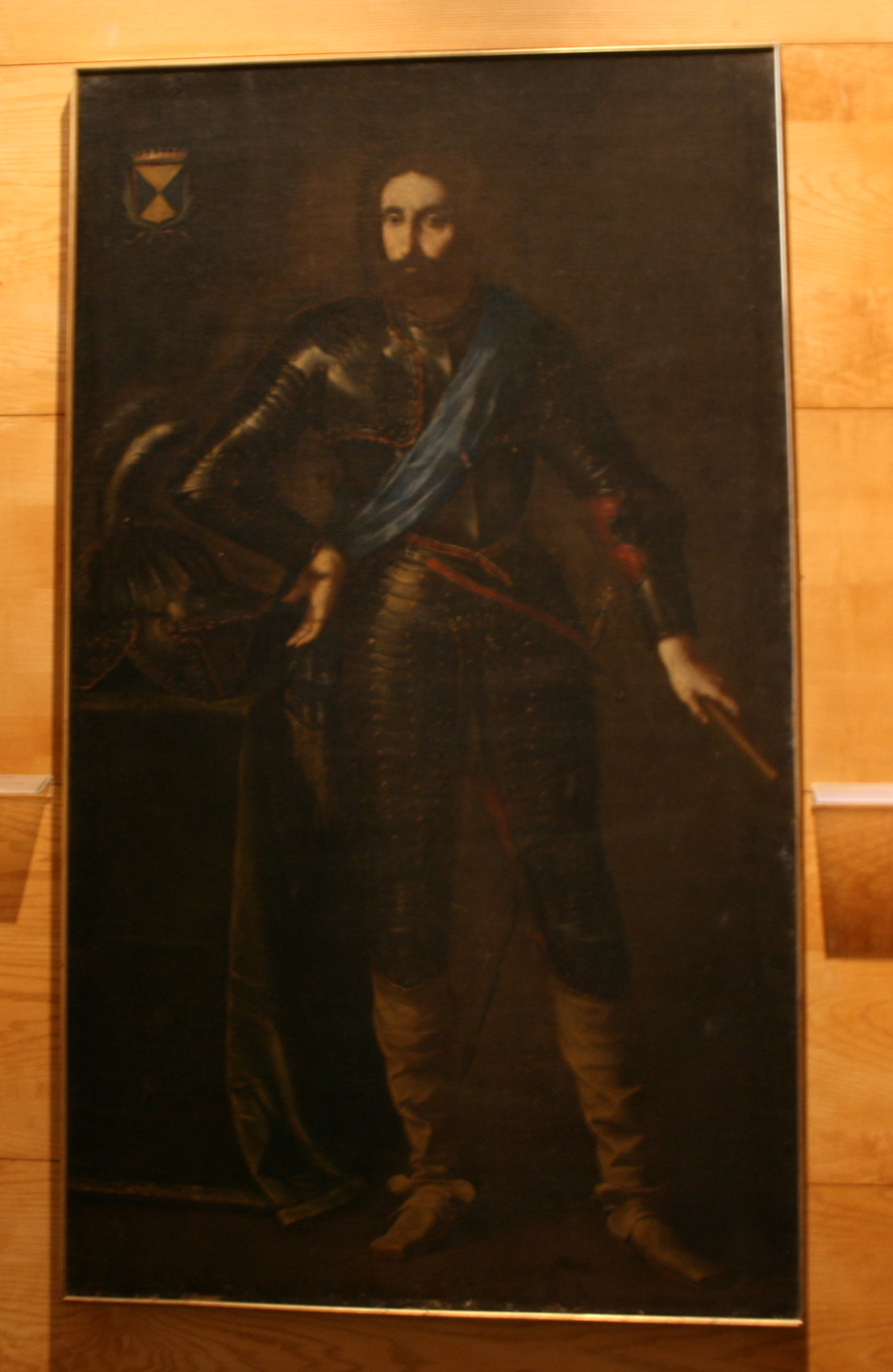
Cosimo Sigoni, Guido Guerra V, 1657, Montevarchi, Museo della Collegiata.

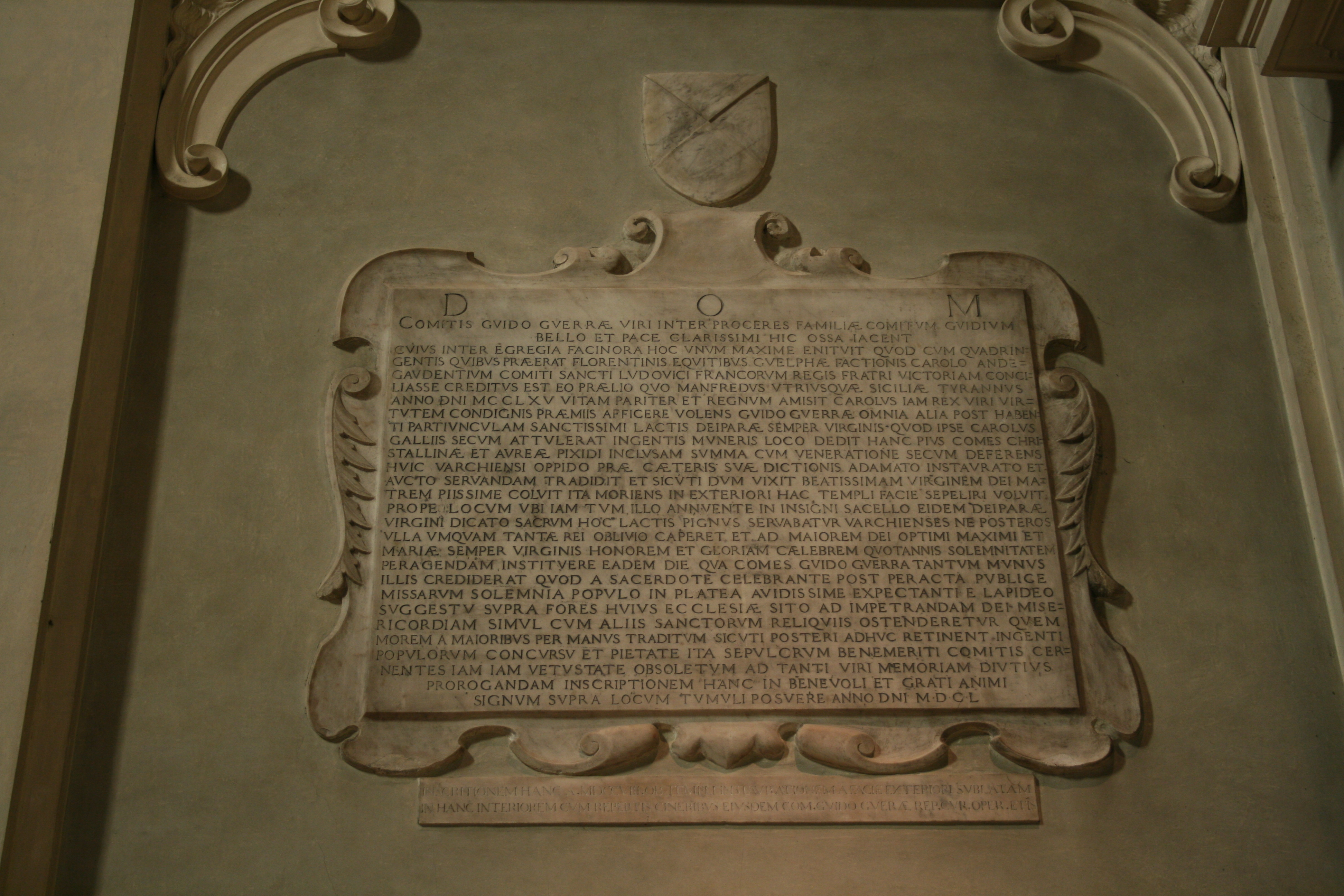
Lo que queda de la tumba de Guido Guerra V en la Collegiata di Montevarchi. Originariamente los restos del Conde fueron sepultadas al externo sobre el cementerio de la iglesia.

Pasó un período en la corte de Federico II, donde pasó a ser uno de los pupilos del rey, si bien una vez vuelto a Florencia él abrazó la causa güelfa, siendo uno de los principales líderes y transformándose en hombre de confianza del papa Inocencio IV. Desde el 1248 fue Capitán General de la Santa Sede.
Como hombre de armas combatió en el 1255 al servicio de Florencia contra los aretinos y en el 1260 participó en la Batalla de Montaperti, donde fueron derrotados los güelfos, causándole el exilio de Florencia. Entrado al servicio de Carlos I de Anjou combatió en San Germano y en la Batalla de Benevento (1266), donde la parte güelfa tuvo su revancha. En aquella ocasión Guido se distinguió particularmente recibiendo honores y reconocimientos (vicario anjoino de la Toscana, podestà de Lucca y capitán general de los güelfos de Toscana). Vuelto a Florencia en el 1267, murió en el castillo de Montevarchi, de su propiedad, en el 1272.
Se casó con Agnesina, quizás de los Fieschi parientes del papa Inocencio IV, pero tuvo dos hijos ilegítimos con Giovanna de los marqueses Pallavicini, es decir el conde Guido Novello y el conde Simone llamados "de Bastía".
Su figura es también conocida por ser uno de los tres florentinos que Dante Alighieri puso en el giro de los sodomitas, junto a Jacopo Rusticucci y a Tegghiaio Aldobrandi.
Dante en el pasaje del Canto XVI del Infierno tenía quizás la necesidad de al menos tres figuras para crear la escena de los condenados que giraban corriendo en círculos por la pena de no poder detenerse, variando sobre el tema del paseo junto al poeta usado como expediente en el precedente pasaje sobre Brunetto Latini. El poeta eligió entonces tres figuras tomadas del mundo político y militar de la generación inmediatamente precedente a la suya, personas de gran fama que, lo hace decir el mismo Dante a Jacopo, no deben engañar por su aspecto miserable de condenados, siendo que en vida fueron hombres valientes y respetados. 
De Guido se dice que fue el nieto "de la buena Gualdrada", ejemplo de virtud femenina, y que "en su vida / con su talento hizo mucho y con su espada" (vv. 38-39).
Sus títulos de nobleza completos eran conde y señor de:
- Dovadola
- Montevarchi
- Pórtico
- Bagno di Romagna (en parte con otros familiares)
- Corzano (en parte)
- Modigliana (en parte)
- Castel Ruggero (en parte)
- Montauto (en parte)
- Montepoli (en parte)
- Musigliolo (en parte)
- Agello (en parte)
- Montauto (en parte)
- Montebovaro (en parte)
- Tredozio (en parte)
- Collina (en parte)
- Poggio di Valle (en parte)
- Gransignano (en parte)
- Castel di Valle (en parte)
- Fontechiusa (en parte)
- Verghereta (en parte)
- Musignano
- Scannello
- Villa Rocca